# Kvituce, Solone
Kvituce (în ucraineană Квітуче) este un sat în comuna Pavlivka din raionul Solone, regiunea Dnipropetrovsk, Ucraina.

## Demografie
Componența lingvistică a localității Kvituce
     Ucraineană (93,94%)
     Rusă (6,06%)
Conform recensământului din 2001, majoritatea populației localității Kvituce era vorbitoare de ucraineană (93,94%), existând în minoritate și vorbitori de rusă (6,06%).